# August Ahrens
August Ahrens (ur. 1780 w Walbeck, zm. 28 listopada 1841 w Hettstädt) – niemiecki entomolog specjalizujący się w koleopterologii.
Jego ojcem był ogrodnik Georg Friedrich Ahrens. Przez pewien czas zarabiał jako aktor. Zainteresowania przyrodnicze rozbudził pod wpływem zawodu ojca oraz spotkań z Marcusem Elieserem Blochem, Johannem Ch. L. Hellwigiem i Johannem K.W. Illigerem. W 1807 roku wydał monografię rzęsielnic i zaczął prace nad europejską entomofauną. Po wojnie ożenił się, zamieszkał w Hettstädt i skupił na nauce dzięki odziedziczeniu majątku. Opisał liczne nowe taksony chrząszczy z rodziny stonkowatych.
Na jego cześć nazwano m.in. gatunki Scymnus ahrensi czy gruboudka Ahrensa (Argopus ahrensi).